# Ceraeochrysa conformis
Ceraeochrysa conformis is een insect uit de familie van de gaasvliegen (Chrysopidae), die tot de orde netvleugeligen (Neuroptera) behoort. Ceraeochrysa conformis is voor het eerst wetenschappelijk beschreven door Rambur in 1842.